# Frankrike i olympiska sommarspelen 1988
Frankrike deltog i de olympiska sommarspelen 1988 med en trupp bestående av 266 deltagare, och totalt blev det 16 medaljer.

## Boxning
Flugvikt
- Philippe Desavoye
  - Första omgången — Bye
  - Andra omgången — Besegrade Anthony Ikegu (KEN), RSC-2
  - Tredje omgången — Förlorade mot Melvin de Leon (DOM), 0:5

Bantamvikt
- Jean-Marc Augustin
  - First omgången — Förlorade mot Byun Jong-Il (KOR), 0:5

Lätt weltervikt
- Ludovic Proto
  - Första omgången — Besegrade Mpuco Makama (SUA), walk-over
  - Andra omgången — Besegrade Mark Elliott (GBR), RSC-1
  - Tredje omgången — Förlorade mot Vyacheslav Yanovski (URS), 0:5

Weltervikt
- Laurent Boudouani → Silver
  - Första omgången — Bye
  - Andra omgången — Besegrade Imre Bácskai (HUN), 4:1
  - Tredje omgången — Besegrade Darren Obah (AUS), 5:0
  - Kvartsfinal — Besegrade Song Kyung-Sup (KOR), 3:2
  - Semifinal — Besegrade Kenneth Gould (USA), 4:1
  - Final — Förlorade mot Robert Wangila (KEN), KO-2

## Bågskytte
Damernas individuella
- Catherine Pellen — åttondelsfinal, 14:e plats
- Nathalie Hibon — inledande omgång, 28:e plats
- M. Bazin — inledande omgång, 47:e plats

Herrarnas individuella
- Olivier Heck — sextondelsfinal, 19:e plats
- Thierry Venant — inledande omgång, 37:e plats
- Claude Franclet — inledande omgång, 64:e plats

Damernas lagtävling
- Pellen, Hibon och Bazin — kvartsfinal, 8:e plats

Herrarnas lagtävling
- Heck, Venant och Franclet — åttondelsfinal, 10:e plats

## Cykling
Damernas linjelopp
- Catherine Marsal — 2:00:52 (→ 10:e plats)
- Viola Paultiz — 2:00:52 (→ 13:e plats)
- Jeannie Longo — 2:00:52 (→ 21:a plats)

## Friidrott
Herrarnas 10 000 meter
- Jean-Louis Prianon
  - Första omgången — 28:08,38
  - Final — 27:36,43 (→ 4:e plats)

- Paul Arpin
  - Första omgången — 28:25,56
  - Final — 27:39,36 (→ 7:e plats)

Herrarnas 3 000 meter hinder
- Raymond Pannier
  - Heat — 8:30,94
  - Semifinal — 8:19,39
  - Final — 8:23,80 (→ 12:e plats)

- Bruno Le Stum
  - Heat — 8:36.95
  - Semifinal — 8:26.69 (→ gick inte vidare)

Herrarnas spjutkastning
- Charlus Bertimon
  - Kval — 70,84m (→ gick inte vidare)

- Stéphane Laporte
  - Kval — 69,40m (→ gick inte vidare)

- Pascal Lefèvre
  - Kval — 76,42m (→ gick inte vidare)

Herrarnas diskuskastning
- Patrick Journoud
  - Kval — 58,94m (→ gick inte vidare)

Herrarnas längdhopp
- Norbert Brige
  - Kval — 8,05m
  - Final — 7,97m (→ 7:e plats)

Herrarnas tiokamp
- Christian Plaziat — 8272 poäng (→ 5:e plats) 
  1. 100 meter — 10,83s
  2. Längd — 7,62m
  3. Kula — 13,58m
  4. Höjd — 2,12m
  5. 400 meter — 48,34s
  6. 110m häck — 14,18s
  7. Diskus — 43,06m
  8. Stav — 4,90m
  9. Spjut — 52,18m
  10. 1 500 meter — 4:34,07s

- Alain Blondel — 8268 poäng (→ 6:e plats) 
  1. 100 meter — 11,02s
  2. Längd — 7,43m
  3. Kula — 12,92m
  4. Höjd — 1,97m
  5. 400 meter — 47,44s
  6. 110m häck — 14,40s
  7. Diskus — 41,20m
  8. Stav — 5,20m
  9. Spjut — 57,46m
  10. 1 500 meter — 4:16,64s

Herrarnas 20 kilometer gång
- Martial Fesselier
  - Final — 1:22:43 (→ 16:e plats)

- Thierry Toutain
  - Final — 1:22:55 (→ 18:e plats)

Herrarnas 50 kilometer gång
- Alain Lemercier
  - Final — 3'50:28 (→ 16:e plats)

- Jean-Marie Neff
  - Final — DSQ (→ ingen notering)

- Eric Neisse
  - Final — DSQ (→ ingen notering)

Damernas 4 x 400 meter stafett
- Fabienne Ficher, Nathalie Simon, Evecyne Elien och Nadine Debois
  - Heat — 3:29,95
- Fabienne Ficher, Simon Fabienne, Debois Nathalie och Elien Nadine
  - Final — 3:29,37 (→ 7:e plats)

Damernas maraton
- Françoise Bonnet
  - Final — 2"32:36 (→ 14:e plats)

- Maria Rebelo-Lelut
  - Final — 2"33:47 (→ 18:e plats)

- Jocelyne Villeton
  - Final — 2"34:02 (→ 19:e plats)

Damernas spjutkastning
- Nadine Auzeil
  - Kval — ingen notering (→ gick inte vidare)

Damernas sjukamp
- Chantal Beaugeant
  - Slutligt resultat — 2315 poäng (→ 28:e plats)

## Fäktning
Herrarnas florett
- Philippe Omnès
- Laurent Bel
- Patrick Groc

Herrarnas florett, lag
- Laurent Bel, Patrick Groc, Youssef Hocine, Patrice Lhotellier, Philippe Omnès

Herrarnas värja
- Philippe Riboud
- Éric Srecki
- Jean-Michel Henry

Herrarnas värja, lag
- Frédéric Delpla, Jean-Michel Henry, Olivier Lenglet, Philippe Riboud, Éric Srecki

Herrarnas sabel
- Jean-François Lamour
- Philippe Delrieu
- Pierre Guichot

Herrarnas sabel, lag
- Philippe Delrieu, Franck Ducheix, Pierre Guichot, Jean-François Lamour

Damernas florett
- Isabelle Spennato
- Brigitte Latrille-Gaudin
- Laurence Modaine-Cessac

Damernas florett, lag
- Brigitte Latrille-Gaudin, Gisèle Meygret, Laurence Modaine-Cessac, Nathalie Pallet, Isabelle Spennato

## Modern femkamp
Individuella tävlingen
- Christophe Ruer — 5242 poäng (→ 5:e plats)
- Joël Bouzou — 5198 poäng (→ 8:e plats)
- Bruno Génard — 4828 poäng (→ 37:e plats)

Lagtävlingen
- Ruer, Bouzou och Genard — 15268 poäng (→ 4:e plats)

## Tennis
Damsingel
- Catherine Suire
  - Första omgången — Besegrade Yayuk Basuki (Indonesien) 6-3, 3-6, 6-0
  - Andra omgången — Besegrade Jeong-Myung Lee (Sydkorea) 7-5, 4-6, 7-5
  - Tredje omgången — Förlorade mot Steffi Graf (Västtyskland) 3-6, 0-6
- Isabelle Demongeot
  - Första omgången — Förlorade mot Jana Novotná (Tjeckoslovakien) 4-6, 3-6
- Nathalie Tauziat
  - Första omgången — Besegrade Carling Bassett-Seguso (Kanada) 7-6, 6-1
  - Andra omgången — Förlorade mot Catarina Lindqvist (Sverige) 6-2, 3-6, 4-6